# Pointe Saint-Georges
Pour les articles homonymes, voir Saint-Georges.
La Pointe Saint-Georges est un village du Sénégal situé en Basse-Casamance, sur la rive gauche du fleuve Casamance, entre Ziguinchor et l'île Karabane. Il fait partie de la communauté rurale de Mlomp dans l'arrondissement de Loudia Ouoloff, le département d'Oussouye et la région de Ziguinchor.

## Histoire
Dans le cadre du conflit en Casamance, sept pêcheurs originaires du nord du Sénégal sont tués à Pointe Saint-Georges le 11 novembre 1992, probablement par des rebelles indépendantistes.

## Géographie
Les localités les plus proches sont Niomoune, Etouta, Niaganar, Tendouck, Bandial, Bouthégol, Mangagoulack, Elana, Mlomp, Kadjinol et Santhiaba.

### Population
Lors du dernier recensement (2002), Pointe Saint-Georges comptait 115 habitants et 16 ménages.

### Activités économiques
Ce village de pêcheurs s'ouvre aujourd'hui au tourisme. Les relatives difficultés d'accès, par la piste ou en pirogue, contribuent à sa quiétude.